# 168039 Eefalcoacosta
168039 Eefalcoacosta è un asteroide della fascia principale esterna. Scoperto nel 2005, presenta un'orbita caratterizzata da un semiasse maggiore pari a 3,449103 UA e da un'eccentricità di 0,136590, inclinata di 8,924211° rispetto all'eclittica. Ha un diametro di 7,142 km.